# Grammatiko
Grammatiko (gr. Γραμματικό) – wieś w Attyce Wschodniej w Grecji. Od czasu reformy samorządowej z 2011 roku wchodzi w skład gminy Maraton. Stanowi część obszaru metropolitarnego Aten.

## Geografia
Grammatiko leży na wzgórzach w północno-wschodniej części półwyspu Attyka, 6 km od wybrzeża Zatoki Eubejskiej Południowej, na wysokości około 210 m n.p.m. Miejscowość znajduje się 4 km na południowy wschód od Varnavas, 5 km na północ od Maratonu i 32 km na północny zachód od centrum Aten. Jednostka administracyjna Grammatiko składa się z miejscowości Grammatiko, Agia Marina oraz Sesi. Jej powierzchnia wynosi 51 674 km².
14 sierpnia 2005 roku, po tym jak brak presuryzacji kabiny samolotu należącego do Helios Airways pozbawił przytomności jego załogę, doszło do katastrofy lotniczej na wzgórzach w pobliżu Grammatiko.

## Historyczna populacja
Grammatiko było historycznie osadą zamieszkiwaną przez Arwanitów.
| Rok  | Ludność wsi | Ludność wspólnoty |
| ---- | ----------- | ----------------- |
| 1981 | –           | 1236              |
| 1991 | 1177        | 1498              |
| 2001 | 1284        | 1443              |
| 2011 | 1432        | 1823              |